# Bolinakvinon
Bolinakvinon je hidroksihinonski morski metabolit. On je poznat po tome što je potentan antiinflamatorni agens.